# Blodpalt

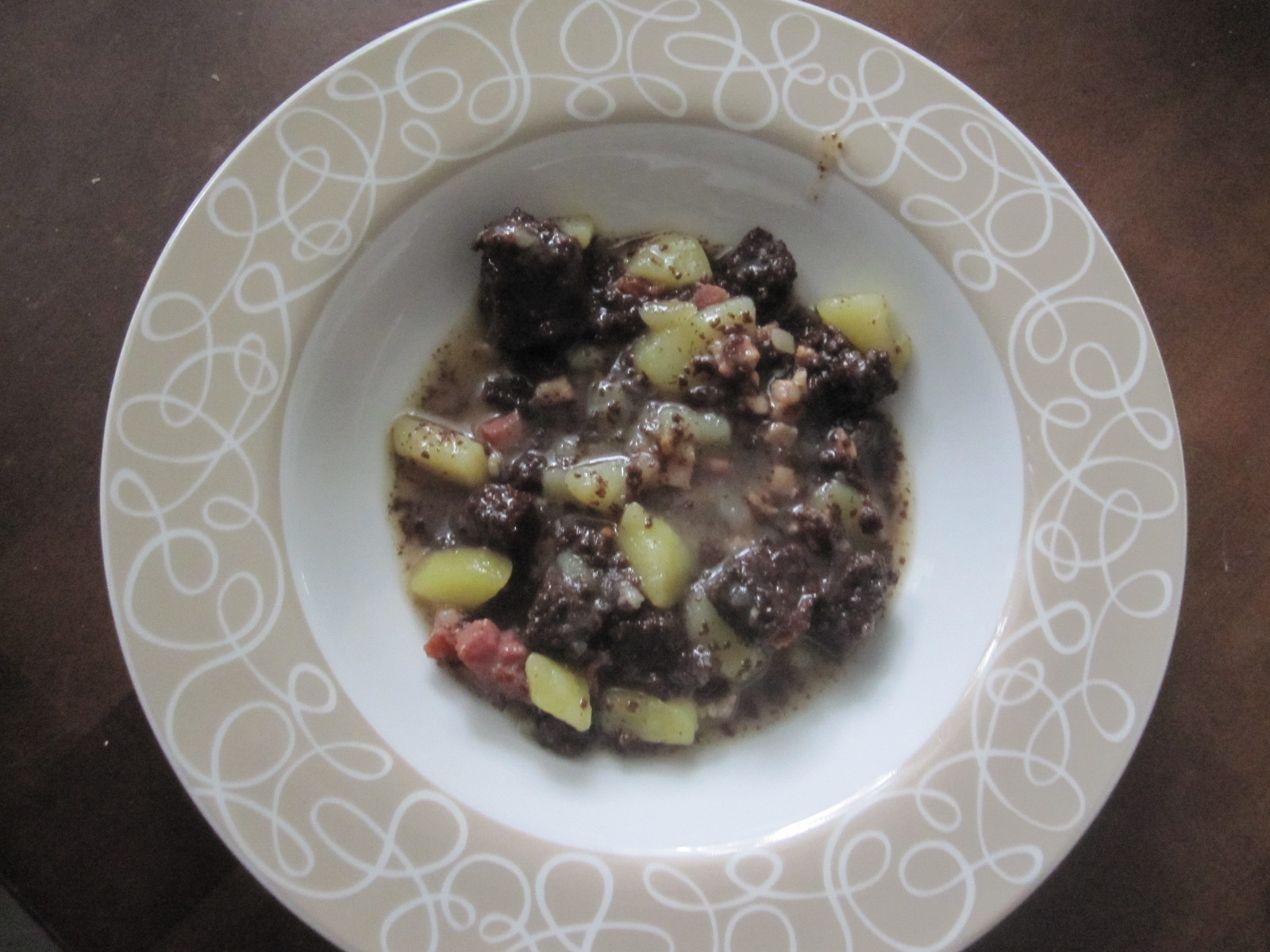

Blodpalt is een traditioneel gerecht uit de Scandinavische keuken, populair in bepaalde regio's van Finland, Noorwegen en Zweden. Het is vergelijkbaar met een ander Scandinavisch gerecht, pitepalt, een soort deegbol gemaakt van (soms aardappelen en) meel. In dit geval wordt bloed toegevoegd.

## Ingrediënten
De belangrijkste ingrediënten van blodpalt zijn: 
1. meel (meestal tarwemeel of een mengsel van verschillende meelsoorten),
2. vers bloed van een rund, schaap of varken (van oorsprong rendier), wat zorgt voor de karakteristieke smaak en kleur,
3. keukenzout voor de smaak,
4. vaak aardappel (geraspt of gekookt),
5. soms kruiden of specerijen als peper of nootmuskaat.

De ingrediënten worden gemengd, tot een bol gevormd en gekookt.

### Variaties
Er zijn verschillende regionale variaties van blodpalt, afhankelijk van de gebruikte ingrediënten en bereidingswijzen. In sommige gebieden worden er extra ingrediënten, zoals uien of bepaalde kruiden aan het deeg toegevoegd.
Blodpalt wordt soms gegeten met beenmerg (meestal van rendieren) of rode bosbes.

## Geschiedenis
Blodpalt heeft zijn oorsprong in agrarische gemeenschappen in koude regio's, waar het een voedzaam en vullend gerecht was dat makkelijk te maken was met lokale ingrediënten. Het werd vaak gegeten tijdens lange wintermaanden en werd beschouwd als een manier om de beschikbare middelen optimaal te benutten.

## Culinaire betekenis
Blodpalt is onderdeel van de culturele identiteit van de regio’s waar het wordt gegeten. Het wordt vaak geserveerd tijdens traditionele feesten en bijeenkomsten en is een belangrijk voorbeeld van de lokale gastronomie.